# Маленковская улица
Маленко́вская у́лица (до 1922 года — Ива́новская у́лица, Больша́я Ива́новская у́лица, 2-й Проезжий переулок) — улица, расположенная в Восточном административном округе города Москвы на территории района Сокольники.

## История
Получила современное название по фамилии рабочего-революционера Емельяна Маленкова (1890—1918), председателя Сокольнического совета, так как Совет располагался на этой улице. До 1922 года называлась Ива́новская у́лица (Больша́я Ива́новская у́лица) по фамилии одного из домовладельцев.

## Расположение
Маленковская улица проходит от улицы Сокольнический Вал на юго-восток, пересекает Сокольнический переулок, с юго-запада к ней примыкает улица Шумкина, Маленковская улица проходит далее до Русаковской улицы. Нумерация домов начинается от улицы Сокольнический Вал.

## Транспорт

### Автобус
- 40: от улицы Шумкина до Русаковской улицы и обратно.
- с633: от улицы Шумкина до Русаковской улицы и обратно.

### Метро
- Станция метро «Сокольники» Сокольнической линии и «Сокольники» Большой кольцевой линии (соединены переходом) — восточнее улицы, на Сокольнической площади.

## Фотогалерея

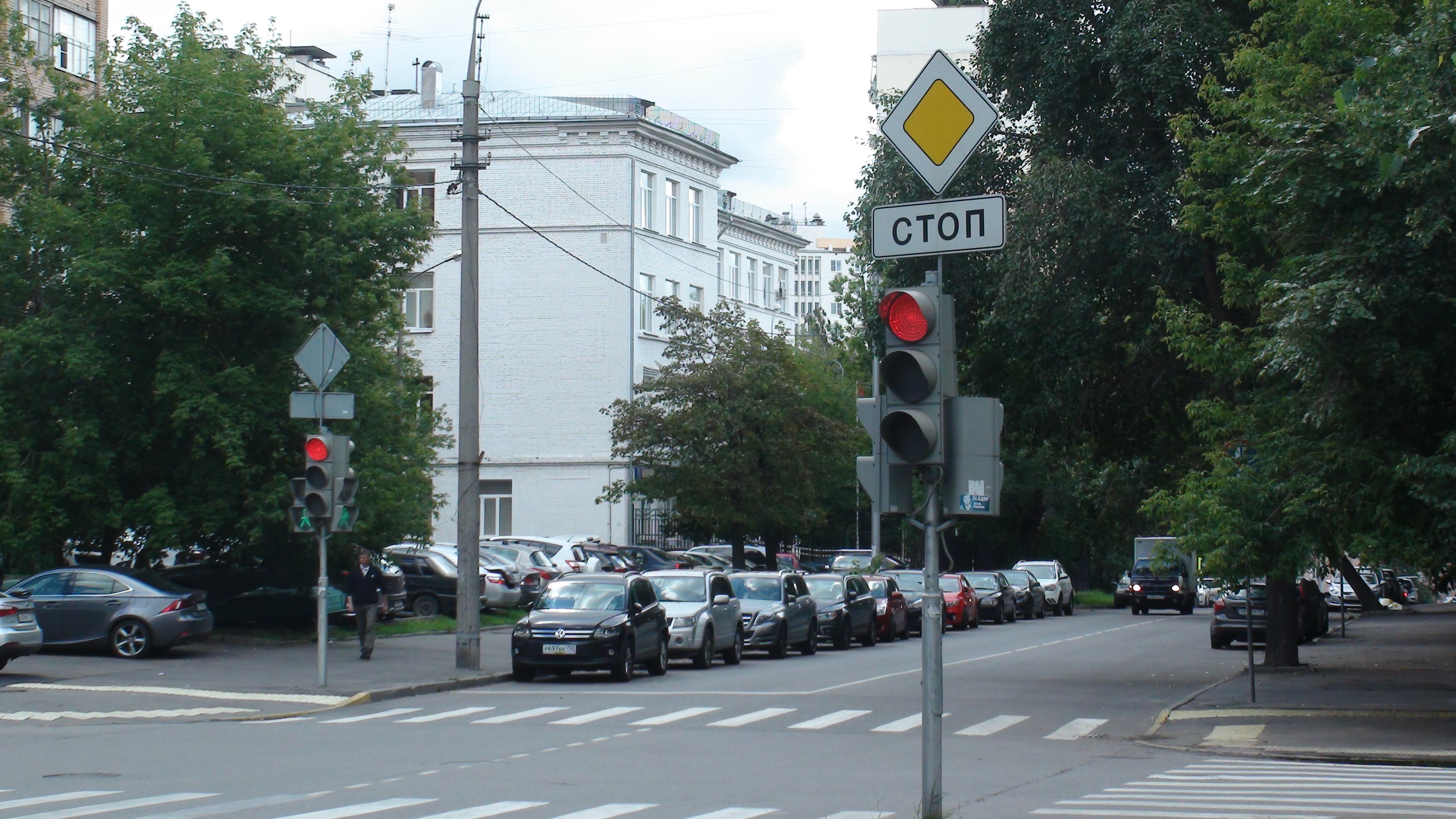
Дом № 17. Колледж № 24
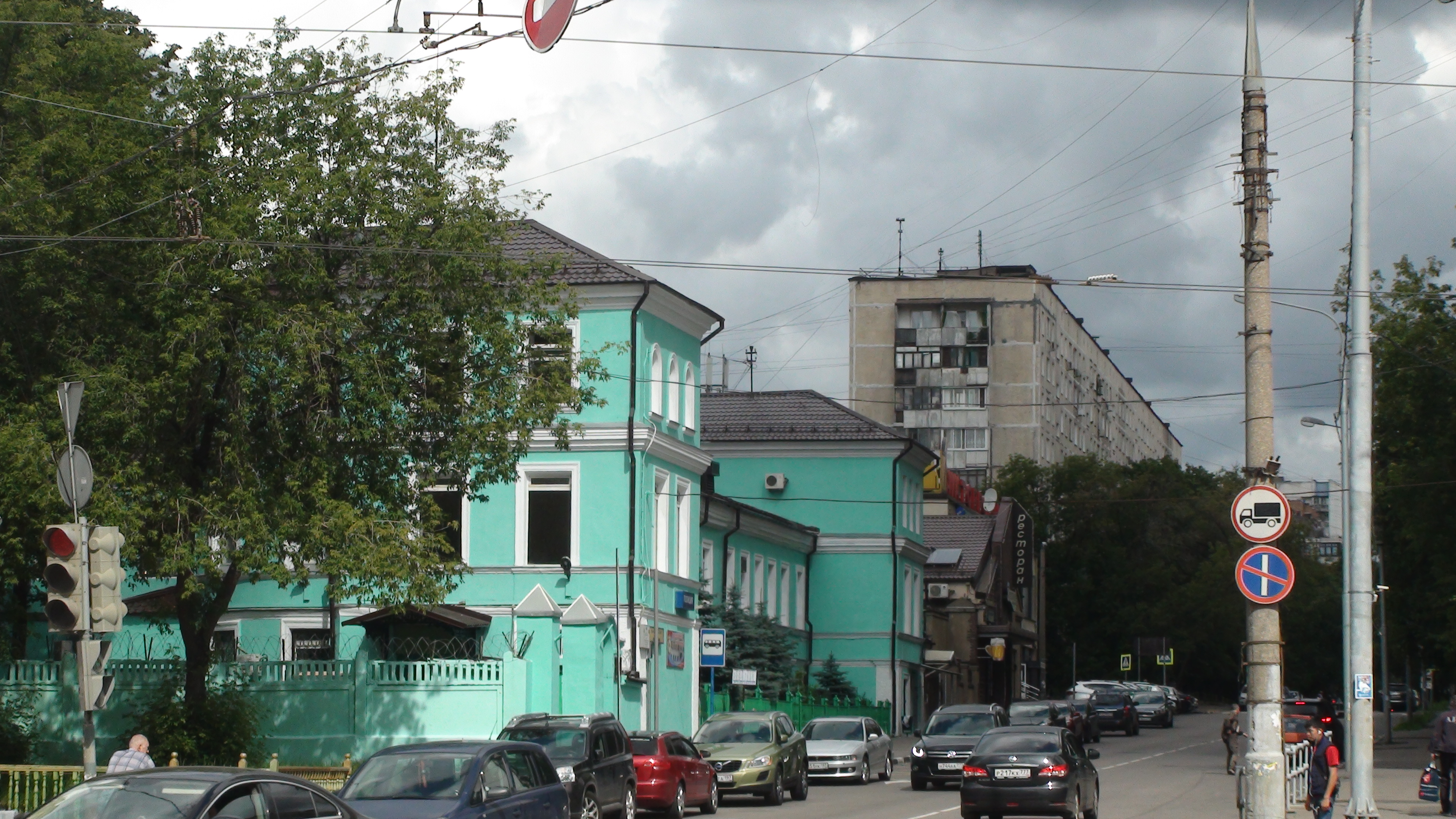
Дома № 28—42